# Не хлебом единым (фильм)
«Не хлебом единым» — российский кинофильм 2005 года режиссёра Станислава Говорухина по мотивам одноимённого романа Владимира Дудинцева.

## Сюжет
1947 год. Сельский учитель физики Лопаткин изобретает революционный метод изготовления двухслойных труб для химической промышленности. Попытка внедрить изобретение в массовое производство сталкивается с враждебностью отраслевых бюрократов во главе с директором трубного завода Дроздовым. Заняв принципиальную позицию, Лопаткин, будучи осуждённым за вредительство, попадает в «шарашку», где работают учёные, попавшие в заключение.
Морально не сломавшись, изобретатель получает и осязаемый символ своей победы — красавицу Надежду Сергеевну: бывшая жена карьериста Дроздова, она уходит к нему вместе с сыном и становится надёжной опорой в жизни.

## Съёмки
Многие сцены картины сняты на территории Военной академии РВСН имени Петра Великого, в здании Химического факультета МГУ, на территории металлургического комбината (ОХМК) в Новотроицке Оренбургской области и близлежащем посёлке Аккермановке.

## В ролях
| Актёр                | Роль                                    |
| -------------------- | --------------------------------------- |
| Светлана Ходченкова  | Надежда Сергеевна Дроздова              |
| Михаил Елисеев       | Лопаткин                                |
| Виктор Сухоруков     | директор завода Леонид Иванович Дроздов |
| Иван Агапов          | Шутиков                                 |
| Юлия Ауг             | Титова                                  |
| Валентина Березуцкая | мать Леонида Ивановича Лукерья Павловна |
| Виктор Борцов        | Пётр Сьянов                             |
| Сергей Внуков        | старшина Сидоркин                       |
| Наталья Гатиятова    | Жанна                                   |
| Марк Гейхман         |                                         |
| Станислав Говорухин  | министр                                 |
| Евгений Гришковец    | следователь                             |
| Антон Денисов        | Коля                                    |
| Сергей Каплунов      | Антонович                               |
| Александр Куницын    | Крехов                                  |
| Владимир Медведев    | Башашкин                                |
| Татьяна Михеева      | Ганичева                                |
| Дарья Паржизек       | Сима Сьянова                            |
| Алексей Петренко     | профессор Евгений Устинович Бусько      |
| Александр Розенбаум  | генерал-майор Ростислав Петрович        |
| Владимир Семаго      | Тупикин                                 |
| Сергей Серов         | начальник спецтюрьмы                    |
| Владимир Стержаков   | Ганичев                                 |
| Варвара Шулятьева    | Шура                                    |
| Александр Яковлев    | начальник лагеря                        |
| Оксана Дорохина      |                                         |

## Съёмочная группа
- Автор сценария: Владимир Валуцкий
- Режиссёр: Станислав Говорухин
- Оператор-постановщик: Юрий Клименко
- Художник-постановщик: Валентин Гидулянов
- Звукорежиссёр: Ян Потоцкий
- Монтажёр: Вера Круглова
- Художник-гримёр: Тамара Гайдукова
- Исполнительный продюсер: А. Просянов
- Продюсер: Екатерина Маскина

## Технические данные
- Производство: ООО Киностудия «Вертикаль», при поддержке Регионального общественного фонда поддержки и стабильности «Вымпел-Регион».
- Ограничение по возрасту: детям до 14 лет просмотр разрешён в сопровождении родителей.
- Прокатное удостоверение № 111008904 от 23 декабря 2004 года.
- Издание на DVD: 1 DVD, звук 5.1, PAL, 5-я зона, субтитры на английском, издатель: «Вокс Видео» 2005 г.

## Награды
- Главный приз «Большая золотая ладья» на XIII фестивале российского кино «Окно в Европу» в Выборге 2005 года
- Гран-При «Золото Листопада» на XII Минском международном кинофестивале «Листопад 2005»
- Лучшая операторская работа и работа художника на XII Минском международном кинофестивале «Листопад 2005»
- Гран-При кинофестиваля Литература и кино (2006)

## Предвыборная кампания С. Говорухина
Премьера фильма совпала по времени с предвыборной кампанией Станислава Говорухина на довыборах в Государственную думу РФ в 2005 году по 201-му Университетскому избирательному округу. Широкая рекламная кампания фильма послужила одним из основных поводов для его основного соперника на выборах Виктора Шендеровича подать в суд на Говорухина в связи с возможным перерасходом допущенного законом максимального избирательного фонда. Московские суды отклонили все иски Шендеровича, сославшись на недоказанность связи рекламы с кампанией Говорухина.